# 廖红
廖红，中华人民共和国教育部长江学者特聘教授，福建农林大学资源与环境学院教授，主要从事植物营养与土壤学研究。

## 生平
廖红毕业于华南农业大学，现任福建农林大学教授。

## 兼职
- 国际植物营养学会常务理事
- 国际酸性土壤学会常务理事
- 国际根系研究学会常务理事